# Lacoste (Vaucluse)
 Lacoste  es una población y comuna francesa, en la región de Provenza-Alpes-Costa Azul, departamento de Vaucluse, en el distrito de Apt y cantón de Bonnieux.
Está integrada en la Communauté de communes de Pied Rousset en Luberon.

## Demografía
| 512 | 520 | 562 | 531 | 602 | 614 | 609 | 595 | 572 | 578 | 571 | 540 | 520 | 515 | 474 | 440 | 435 | 491 | 499 | 437 | 349 | 343 | 311 | 280 | 282 | 253 | 278 | 300 | 277 | 309 | 402 | 408 |
| Para los censos de 1962 a 1999 la población legal corresponde a la población sin duplicidades (Fuente: INSEE [Consultar]) |     |     |     |     |     |     |     |     |     |     |     |     |     |     |     |     |     |     |     |     |     |     |     |     |     |     |     |     |     |     |     |